# Shigemitsu Egawa
Shigemitsu Egawa (jap. 江川 重光, Egawa Shigemitsu; * 31. Januar 1966 in der Präfektur Mie) ist ein ehemaliger japanischer Fußballspieler.

## Karriere

### Verein
Egawa erlernte das Fußballspielen in der Schulmannschaft der Yokkaichi Chuo Technical High School. Seinen ersten Vertrag unterschrieb er 1984 bei Honda FC, spielte in der höchsten Liga, der Japan Soccer League. Für den Vereine absolvierte er 104 Erstligaspiele. 1991 wechselte er zum Ligakonkurrenten Toyota Motors (Nagoya Grampus Eight). Für den Vereine absolvierte er 57 Erstligaspiele. 1995 wechselte er zum Zweitligisten Vissel Kōbe. 1996 wurde er mit dem Vereine Vizemeister der Japan Football League und stieg in die J1 League auf. Für den Vereine absolvierte er 57 Spiele. 1997 beendete er seine Spielerkarriere.

### Nationalmannschaft
Egawa wurde 1989 in den Kader der japanischen Futsalnationalmannschaft berufen und kam bei der Futsal-Weltmeisterschaft 1989 zum Einsatz.